# At-Tahdhib
Die arabischsprachige Reformzeitschrift at-Tahdhib (arabisch التهذيب, DMG at-Tahḏīb, „Erhebung“ oder „Erbauung“) erschien von Oktober 1901 bis September 1903 in Kairo. Die Herausgabe fand bis August 1902 monatlich statt und erhöhte sich anschließend auf ca. drei Ausgaben pro Monat. Von Oktober 1902 bis September 1903 erschienen 33 Ausgaben. Es ist das wahrscheinlich älteste erhaltene jüdische Magazin in arabischer Sprache. Sein Gründer, Herausgeber und maßgeblicher Autor, der ägyptisch-karaitisch-jüdische Anwalt Mourad Farag, nutzte das Magazin als Plattform für Veränderungen in der karaitisch-jüdischen Gemeinschaft Ägyptens, die die Zielgruppe der Zeitschrift bildete. Der Inhalt der Zeitschrift fokussierte sich auf Themen wie Identität und kulturelle Orientierung sowie rechtliche und Bildungsreformen. Thematisch war sie sehr vielschichtig und enthielt Essays zu moralischem Verhalten und Lösungsvorschlägen, aber auch rechtlichen Angelegenheiten wie Erbschaft, Blutsverwandtschaft, Beschneidung und jüdische Speisegesetze (kaschrut).